# Exarcado apostólico de Grecia
El exarcado apostólico de Grecia (en latín: Exarchatus Apostolicus Graeciae y en griego: Ελληνική Καθολική Εξαρχία) es una circunscripción eclesiástica de la Iglesia católica en Grecia. Se trata de un exarcado apostólico greco-bizantino, inmediatamente sujeto a la Santa Sede. Desde el 2 de febrero de 2016 su exarca apostólico es el obispo Manuel Nin, de la Congregación Sublacense Casinense.

## Territorio y organización

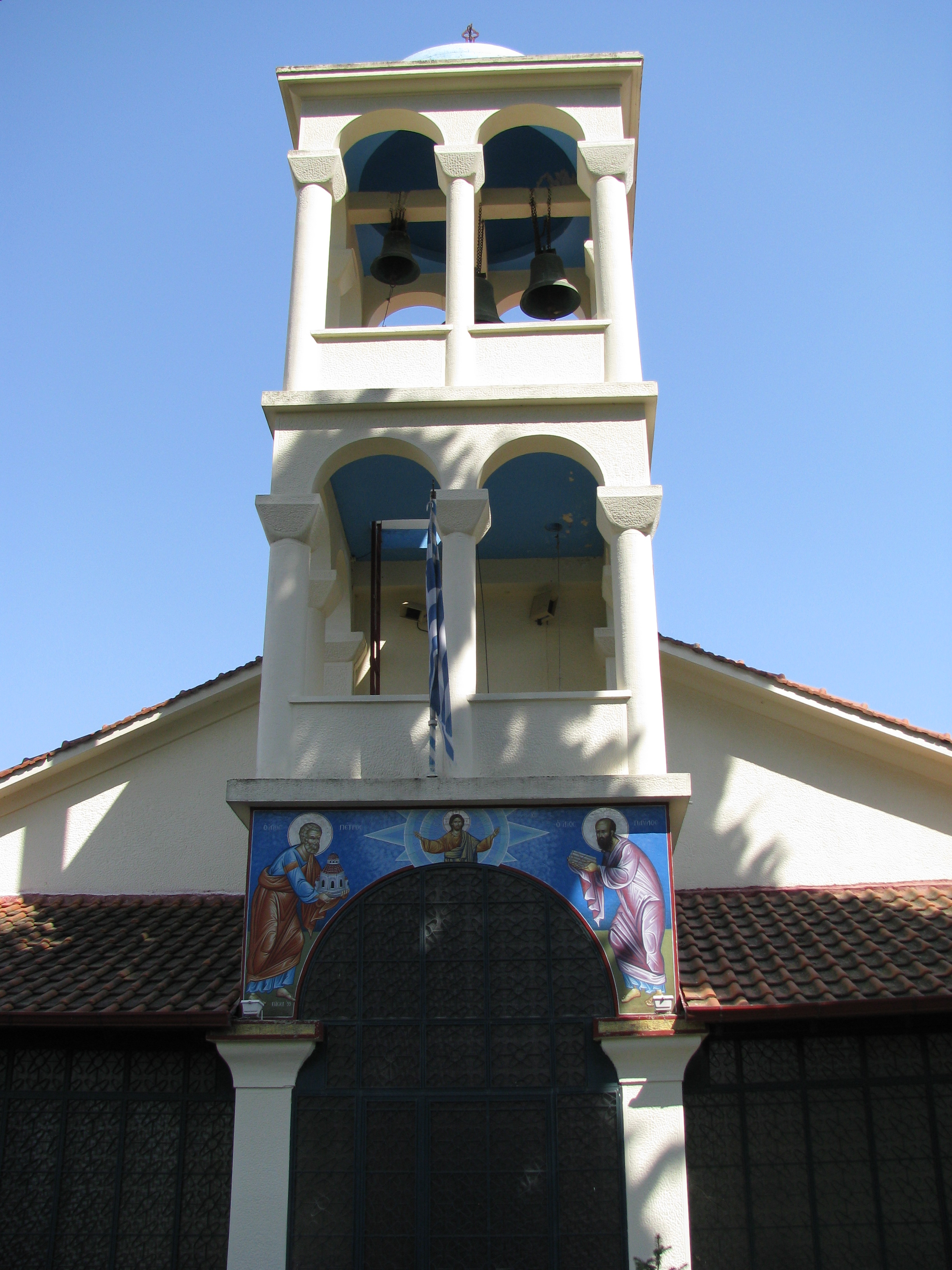
Parroquia de los Santos Pedro y Pablo, en Yannitsa

El exarcado apostólico tiene 131 940 km² y extiende su jurisdicción sobre los fieles católicos de rito bizantino residentes en Grecia, la mayoría de los cuales vive en Atenas y en Yannitsa. 
La sede del exarcado apostólico se encuentra en la ciudad de Atenas, en donde se halla la Catedral de la Santísima Trinidad, construida en 1958.
En 2023 en el exarcado apostólico existían 2 parroquias y 2 capillas parroquiales:
- Catedral de la Santísima Trinidad (Ενορία Αγίας Τριάδος), en Atenas (parroquia creada en 1929). Desde 1998 es también utilizada por greco-católicos ucranianos y caldeos;
- Parroquia de los Santos Pedro y Pablo (Ενορία Αγίων Αποστόλων Πέτρου και Παύλου), en Yannitsa (creada en 1859, templo que data de 1861);
- Capilla parroquial de la Natividad de Jesús (Ενοριακό Παρεκκλήσιο της Γεννήσεως του Χριστού), en Siros (creada en 1939, capilla construida en 1939);
- Capilla parroquial de la Natividad de la Madre de Dios (Pammakaristou) (Ενοριακό Παρεκκλήσιο του Γενεθλίου της Θεοτόκου), en Nea Makri, cerca de Atenas (creada en 1961, capilla construida en 1961).[2] Utilizada también para el rito latino.

Existen monasterios en: Atenas (data de 1939), Nea Makri (data de 1961) y en Kifissia (data de 1963), y una casa de las Pequeñas Hermanas de Jesús en Yannitsa (data de 1985).
Los fieles, que nunca han sido numerosos, están siendo asimilados por los inmigrantes católicos rumanos y ucranianos, asistidos por sacerdotes y hermanas religiosas de Ucrania. En 1944 el obispo fundó el Hospital Pamakkaristos, que pasó al Gobierno griego en 1994. Las Hermanas de Pammakaristos de la Madre de Dios, quienes dirigían el hospital, tienen a su cargo un hogar para niños con capacidades especiales, otro para ancianos, una residencia femenina de estudiantes y una casa de oración en Kifissia, cerca de Atenas. El bisemanario Katholiki y un boletín en francés, junto con una librería católica en Atenas, son administrados por el exarcado apostólico. Todos los sacerdotes son originalmente del rito latino y célibes.

## Historia
En 1907 el padre Isaías Papadopoulos (nativo de Grecia), el sacerdote que construyó la iglesia en Malgara (actual Malkara, en la provincia de Tekirdağ, en Tracia), fue nombrado vicario general para los católicos griegos dentro de la delegación apostólica de Constantinopla. El 11 de junio de 1911 el papa Pío X erigió el ordinariato para los católicos griegos de rito bizantino del Imperio otomano (o de Turquía Europea), siendo Papadopoulos nombrado su primer obispo el 28 de junio. En 1920 George Calavassy sucedió a Papadopoulos en el ordinariato.
Como resultado del conflicto entre Grecia y Turquía después de la Primera Guerra Mundial, se produjo un intercambio de población entre ambos países luego de la firma del Tratado de Lausana en 1923. La mayoría de los católicos griegos de Malgara y de la villa cercana de Daudeli (actual Davuteli) se mudaron a Yannitsa en Macedonia. Muchos de los que vivían en Estambul emigraron a Atenas, entre ellos el obispo (en 1922) y los religiosos del Instituto de las Hermanas de Pammakaristos de la Madre de Dios, fundado en 1920, a pesar de que su presencia irritó a la Iglesia ortodoxa griega. Los que permanecieron en Estambul sufrieron persecuciones. En 1923 el ordinariato fue elevado al rango de exarcado apostólico con sede en Atenas.
El 11 de junio de 1932 el territorio del exarcado para los católicos griegos de rito bizantino fue dividido y fue eregido un exarcado apostólico en Atenas para los residentes en Grecia. 
El sacerdote greco-católico Chrisostomos Vasileiou fue ejecutado el 8 de septiembre de 1944 por los invasores de la Alemania nazi.
En 1975 el papa nombró a Anarghyros Printesis como exarca apostólico, pese a las fuerte objeción de la jerarquía ortodoxa griega, que se opone a la existencia de católicos de rito bizantino en el país. En abril de 2008 el papa Benedicto XVI nombró al obispo Dīmītrios Salachas como sucesor de Printesis.

## Estadísticas
Según el Anuario Pontificio 2024 el exarcado apostólico tenía a fines de 2023 un total de 6000 fieles bautizados.
| Año                                                                             | Población | Población | Población      | Sacerdotes | Sacerdotes | Sacerdotes | Católicos por sacerdote | Diáconos permanentes | Religiosos | Religiosos | Parroquias y cuasiparroquias |
| Año                                                                             | Católicos | Total     | % de católicos | Total      | Diocesanos | Regulares  | Católicos por sacerdote | Diáconos permanentes | Masculinos | Femeninos  | Parroquias y cuasiparroquias |
| ------------------------------------------------------------------------------- | --------- | --------- | -------------- | ---------- | ---------- | ---------- | ----------------------- | -------------------- | ---------- | ---------- | ---------------------------- |
| 1950                                                                            | 1710      | 7 800 000 | 0.0            | 14         | 14         |            | 122                     |                      |            | 20         | 3                            |
| 1970                                                                            | 3000      | ?         | ?              | 15         | 15         |            | 200                     |                      |            | 34         | 2                            |
| 1980                                                                            | 2500      | ?         | ?              | 14         | 14         |            | 178                     |                      |            | 22         | 2                            |
| 1990                                                                            | 2300      | ?         | ?              | 12         | 12         |            | 191                     |                      |            | 17         | 2                            |
| 1999                                                                            | 2300      | ?         | ?              | 8          | 8          |            | 287                     | 2                    |            | 10         | 3                            |
| 2000                                                                            | 2300      | ?         | ?              | 7          | 7          |            | 328                     | 2                    |            | 10         | 3                            |
| 2001                                                                            | 2300      | ?         | ?              | 7          | 7          |            | 328                     | 1                    |            | 10         | 3                            |
| 2002                                                                            | 2300      | ?         | ?              | 7          | 7          |            | 328                     | 1                    |            | 10         | 3                            |
| 2003                                                                            | 2300      | ?         | ?              | 8          | 8          |            | 287                     | 2                    |            | 10         | 3                            |
| 2004                                                                            | 2300      | ?         | ?              | 8          | 8          |            | 287                     | 2                    |            | 10         | 3                            |
| 2009                                                                            | 2500      | ?         | ?              | 11         | 11         |            | 227                     | 1                    |            | 15         | 3                            |
| 2013                                                                            | 6000      | ?         | ?              | 7          | 7          |            | 857                     |                      |            | 15         | 3                            |
| 2016                                                                            | 6000      | ?         | ?              | 7          | 7          |            | 857                     |                      |            | 11         | 3                            |
| 2019                                                                            | 6000      |           |                | 7          | 7          |            | 857                     |                      |            | 9          | 4                            |
| 2021                                                                            | 6000      |           |                | 8          | 8          |            | 750                     |                      |            |            | 2                            |
| 2023                                                                            | 6000      |           |                | 9          | 9          |            | 666                     |                      |            | 4          | 2                            |
| Fuente: Catholic-Hierarchy, que a su vez toma los datos del Anuario Pontificio. |           |           |                |            |            |            |                         |                      |            |            |                              |

## Episcopologio

Manuel Nin, exarca apostólico de Grecia desde 2016

- George Calavassy † (11 de junio de 1932-7 de noviembre de 1957 falleció)
- Hyakinthos Gad † (17 de febrero de 1958-1975 renunció)
- Anárghyros Printesis † (28 de junio de 1975-23 de abril de 2008 retirado)
- Dīmītrios Salachas † (23 de abril de 2008-2 de febrero de 2016 retirado)
- Manuel Nin, O.S.B., desde el 2 de febrero de 2016